# The Ghoul
The Ghoul és una pel·lícula de terror de la British Tyburn Film Productions del 1975 dirigida per Freddie Francis i protagonitzada per Peter Cushing, John Hurt, Alexandra Bastedo, Veronica Carlson, Gwen Watford, Don Henderson i Ian McCulloch. Als Estats Units, la pel·lícula es va estrenar com Night Of The Ghoul i The Thing In The Attic.

## Argument
Un grup d'amics es separen en un viatge a Land's End. Dues noies (Alexandra Bastedo i Veronica Carlson) són segrestades i portades a casa d'un antic clergue (Peter Cushing) que ha perdut la fe. Un jove (John Hurt) que treballa per ell es veu obligat a revelar l'horrible veritat sobre la mansió solitaria.

## Repartiment
- Peter Cushing com el doctor Lawrence
- John Hurt com a Tom Rawlings
- Alexandra Bastedo com Àngela
- Veronica Carlson com a Daphne Wells Hunter
- Gwen Watford com a Ayah
- Don Henderson com The Ghoul
- Ian McCulloch com a Geoffrey
- Stewart Bevan com a Billy
- John D. Collins com a "Home jove"
- Dan Meaden com a sergent de policia

## Producció
Aquesta va ser la segona pel·lícula produïda per Tyburn Film Productions Va ser rodada a Estudis Pinewood, Iver Heath, Buckinghamshire, Anglaterra del 4 de març de 1974. La pel·lícula estava en producció, l'actor Peter Cushing va passar per una agitació emocional: abans de signar per fer aquesta pel·lícula, va perdre la seva estimada dona Helen per causes naturals, fet que el va fer desitjar morir-se ell mateix i aviat. Segons la coprotagonista Veronica Carlson, el director Freddie Francis va fer que Cushing fes diverses preses durant l'escena on parla del seu amor per la seva difunta dona. Això va causar una gran angoixa a Cushing i va fer plorar l'actor vidu i alguns membres de la tripulació. Cushing va interpretar altres homes que van perdre membres de la família en altres pel·lícules de terror durant la dècada de 1970, inclosa la pel·lícula de 1972 Refugi macabre i la pel·lícula de 1973 The Creeping Flesh.

## Recepció
Variety va elogiar la "actuació segura" i la "impressionant decoració del decorat", però va qualificar la pel·lícula de "molt mansa per al seu propi bé", amb un guió que "passa de la A a la Z". sense generar molta emoció i sorpresa entremig." Geoff Brown de The Monthly Film Bulletin va escriure que la revelació del personatge titular prop del final "no va valer la pena l'espera", i que "només John Hurt injecta més d'una fracció de la vida en el seu personatge i el seu diàleg."
TV Guide va donar a la pel·lícula dues estrelles de quatre, i va escriure que "Cushing i altres cares conegudes de Hammer ho intenten la l'antiga escola, però la direcció avorrida de Francis: interminables plans de Henderson. cames que baixen les escales: fa que la causa desesperi."

## Premis
Al IX Festival Internacional de Cinema Fantàstic i de Terror de Sitges (1976) Peter Cushing va guanyar la Medalla de plata al millor actor.